# Аэропорт имени Тениенте Марша
Аэропо́рт и́мени Тение́нте Родо́лфо Ма́рша Марти́на (англ. Teniente Rodolfo Marsh Martin Airport) — международный аэропорт на острове Ватерлоо (Кинг Джордж) в Антарктиде, самый северный аэропорт континента.
Главным образом аэропорт обслуживает близлежащие научные антарктические станции: Артигас (Уругвай), Беллинсгаузен (Россия), Президент Эдуардо Фрей Монталва (Чили), Чанчэн (Китай) и другие. Открыт 12 февраля 1980 года.

## Характеристики
Аэропорт работает круглосуточно, но по фактической погоде. Если, например, в районе аэродрома нелётная погода, то в пункте отправления ждут её улучшения, чтобы добраться до острова.
Взлётно-посадочная полоса имеет курсо-глиссадную систему посадки и навигации: VOR/DME и NDB.

## Маршрутная сеть
Самолёты в аэропорт имени Тениенте Марша с «большой земли» прибывают из Пунта-Аренаса. Также совершаются рейсы по самой Антарктиде до станций Амундсен-Скотт, Новолазаревская и другие.

## Катастрофы и происшествия
- 25 февраля 1992 года потерпел крушение военно-транспортный самолёт CASA 235M-100 с 11 пассажирами на борту. Жертв удалось избежать, воздушное судно списано.